# Jan Petersen (arkeolog)
Jan Greve Thaulow Petersen, född 1887 i Trondheim, död 1967, var en norsk arkeolog och museidirektör, huvudsakligen verksam vid Stavanger museum. Han var bror till arkeologen Theodor Petersen.
Petersen blev dr.philos. 1919. Från 1915 var han konservator vid Universitetets antiksamling, och åren 1923–1958 var han direktör för Stavanger Museum. Han gav ut ett flertal betydande arbeten över norsk arkeologi och historia, bland annat De norske vikingesverd (doktorsavhandling, 1919), Vikingetidens smykker (1928), Gamle gårdsanlegg i Rogaland (2 band, 1934–1936) och Vikingetidens redskaper (1951). För sina typologier över vikingatida föremålsgrupper, till exempel svärdshjalt och ovala spännbucklor, är han internationellt känd.